# Salamansa FC
El Salamansa Futebol Clube es un equipo de fútbol de Cabo Verde, de la localidad de Salamansa en la isla de São Vicente.
En el año 2016 consigue su primer título al ganar la Copa de São Vicente, estrenando así su palmarés.

## Historia
En la temporada 2009 queda como campeón de la segunda división y consigue el ascenso debutando en la primera división de la isla en el año 2010 terminando en quinto lugar. La temporada siguiente, 2011, termina en último lugar, lo que le propicia el descenso de categoría. Durante tres temporadas, de la 2012 a la 2014 juega en segunda división y en el año 2014 finaliza en segundo lugar y disputa una promoción contra el equipo de Ponta d'Pom donde sale victorioso y logra de nuevo el ascenso.
Durante las temporadas 2015 y 2016 termina en sexta posición lo que le asegura la permanencia en la máxima categoría. En la temporada 2016 gana la Copa de São Vicente al Mindelense, lo que supone su primer título para el club.

## Estadio
El Salamansa juega en el Estadio Adérito Sena, el cual comparte con el resto de equipos de la ciudad, ya que en él se juegan todos los partidos del campeonato regional de São Vicente. Tiene una capacidad para 5.000 espectadores.

## Palmarés
- Copa de São Vicente: 1

2016